# Route fédérale 30
Pour les articles homonymes, voir Route 30.
La route fédérale 30, est une route Mexicaine qui parcourt les états de Durango et Coahuila, et a une longueur totale de 478 km.
La route se divise en deux sections discontinues. La première section parcourt l'état de Durango, depuis El Palmito jusqu'à Bermejillo et a une longueur de 160 km.
La deuxième section parcourt l'état de Coahuila, depuis la ville de Torreón jusqu'à Monclova, a une longueur de 318 km.
Les routes fédérales du Mexique se désignent avec des nombres impairs pour les routes nord-sud et avec des nombres pairs pour les routes est-ouest. Les désignations numériques commencent par le nord du Mexique pour les routes nord-sud et commencent par l'est pour les routes est-ouest. Ainsi, la route fédérale 30, en raison de sa trajectoire est-ouest, a la désignation de nombre pair, et se situant au Nord du Mexique elle a la désignation no 30.

## Trajectoire

### Durango
Tronçon 1 Longueur = 160 km
- El Palmito
- La Zarca – Route fédérale 45
- Bermejillo – Route fédérale 49

### Coahuila
Longueur = 318 km
- Torreón – Route fédérale 40 et Route fédérale 40D
- Francisco I. Madero
- Concordia
- San Pedro
- Cuatrociénegas De Carranza
- Sacramento
- San Buenaventura
- Monclova